# Stefan Sawicki (prawnik)
Stefan Sawicki (ur. 1 września 1937 w Nowym Mieście) – polski prawnik, wykładowca Uniwersytetu Warszawskiego, specjalista prawa międzynarodowego publicznego, funkcjonariusz Milicji Obywatelskiej oraz Służby Bezpieczeństwa PRL.

## Życiorys
Ukończył studia prawnicze na Uniwersytecie Warszawskim. Tamże w 1974 doktoryzował się. W 1985 uzyskał stopień doktora habilitowanego nauk wojskowych w Akademii Sztabu Generalnego.
Od 1 października 1961 do 30 listopada 1970 był funkcjonariuszem Milicji Obywatelskiej. Następnie pracował w Departamencie II Ministerstwa Spraw Wewnętrznych (1971–1972) oraz Akademii Spraw Wewnętrznych (1974–1990), gdzie był kierownikiem Zakładu Prawa Konstytucyjnego, Międzynarodowego i Prawoznawstwa. Karierę w służbach mundurowych zakończył w stopniu pułkownika.
W latach 1986–2018 pracował na Wydziale Prawa i Administracji Uniwersytetu Warszawskiego, gdzie był profesorem nadzwyczajnym; pełnił funkcję dyrektora Instytutu Prawa Międzynarodowego. Został kierownikiem Zakładu Prawa Międzynarodowego Publicznego.
Wypromował szereg doktorów, m.in. Tomasza Piotra Kamińskiego.
Syn Zygmunta i Anieli.

## Wybrane publikacje
- Prawo konsularne: studium prawnomiędzynarodowe (1998, 2003)
- Funkcje konsula: studium prawnomiędzynarodowe (1992)
- Przywileje i immunitety konsularne: studium międzynarodowe (1989)
- Immunitet jurysdykcyjny konsula: studium prawnomiędzynarodowe (1987)
- Prawo państwa do regulowania międzynarodowego ruchu osobowego (1986)
- Prawo międzynarodowe i stosunki międzynarodowe: zarys wykładu (1984)
- Prawo międzynarodowe publiczne: wybrane zagadnienia (1981)
- Stanowisko państwa w dziedzinie międzynarodowego ruchu osobowego (1979)
- Konsularny immunitet jurysdykcyjny ze szczególnym uwzględnieniem praktyki PRL (1977)
- Prawo międzynarodowe publiczne (współautor: Bogdan Wierzbicki, 1977)
- Prawo międzynarodowe publiczne w zarysie (współautor: Wojciech Góralczyk, 1995, 1996, 1998, 1999, 2000, 2001, 2003, 2004, 2006, 2007, 2009, 2011, 2013, 2015, 2017)
- Prawo międzynarodowe publiczne: w pytaniach i odpowiedziach (współautorzy: Tomasz Kamiński, Katarzyna Myszona-Kostrzewa, 2009, 2012)
- Prawo międzynarodowe publiczne: testy (współautorzy: Tomasz Kamiński, Katarzyna Myszona-Kostrzewa, 2010)[4]